# Indiens statsbudget
Indiens statsbudget (engelska: Union Budget of India, även känd som Annual financial statement) är den årliga budgeten för Indien. Budgeten presenteras den sista arbetsdagen i februari varje år, av landets finansminister, i Indiens parlament. För att antas till den 1 april, då Indiens finansiella år börjar, måste budgeten först passera underhuset och överhuset.

## Historik
Den första statsbudgeten för det självständiga Indien presenterades av R. K. Shanmukham Chetty den 26 november 1947.

## Budgeten år för år
| År   | Budgeten i biljoner rupees | Exempel på reformer                                                                                   | Budgeten presenteras | Ekonomin (det året) |
| ---- | -------------------------- | --- | --- | --- |
| 2009 | 20.3.                      | | | Den globala finanskrisen, tillsammans med en ogynnsam monsun, påverkade även Indien. Regeringen kontrade med ekonomiska stimulanspaket för att hålla uppe tillväxten. |
| 2011 |                            | | Finansminister Prenab Mukherjee presenterade budgeten i februari. I talet framhöll han satsningar i budgeten på jordbruk, hälsa, försvar, utbildning, bostäder och tillväxt. | |
| 2014 |                            | * "Smart cities in India" - 980 miljoner dollar. * 15,000 km pipeline för gas (regeringsförslag).     | | |
| 2018 |                            | * National Health Protection Scheme (Ayushman Bharat) avsett att täcka 100 miljoner fattiga familjer. | | |